# La Crucifixion (Cranach, Indianapolis)
La Crucifixion (en allemand : Die Kreuzigung) est une peinture à l'huile peinte en 1532 par l'artiste allemand Lucas Cranach l'Ancien. Il s'agit de l'une des nombreuses versions du sujet peintes par Cranach, qui se trouve aujourd'hui au musée d'Art d'Indianapolis.

## Contexte
Lucas Cranach l'Ancien est le peintre de la cour des électeurs de Saxe à Wittenberg, une région au cœur de la foi protestante naissante. Ses mécènes étaient de puissants partisans de Martin Luther, et Cranach a utilisé son art comme un symbole de la nouvelle foi. Cranach a réalisé de nombreux portraits de Luther et a fourni des illustrations gravées sur bois pour la traduction allemande de la Bible par Luther. La crucifixion doit être vue à travers le prisme de cette nouvelle religion réformée.

## Description
La moitié inférieure du tableau est encombrée de personnages, tous disposés symboliquement à gauche et à droite du Christ. À droite se trouve la Vierge Marie, tenue par Jean l'Évangéliste, et Marie Madeleine se tient à la Croix. Le Bon Larron et Longin le Centurion le regardent directement, faisant allusion à leur salut. Le contraste est saisissant avec les personnages de droite, notamment les soldats romains qui évitent son regard et le Mauvais Larron, dépeint comme chauve et bouffi. Derrière eux se trouvent des personnages contemporains, qui sont considérés comme non éclairés, car ils n'ont pas encore témoigné du Christ.
Le tableau met l'accent sur le sacrifice de Jésus-Christ, et utilise les témoins pour montrer la reconnaissance de l'événement de sa mort comme une référence claire à la nouvelle théologie luthérienne ; l'humanité pécheresse n'est rachetée que par le Christ, et non par l'Église catholique.

## Provenance
Le musée d'Art d'Indianapolis a acheté le tableau en 2000, grâce à des fonds provenant de la collection Clowes. La provenance de Crucifixion est ambiguë, et le musée d'art d'Indianapolis tente d'apprendre d'où vient le tableau.